# Родос (град)
Вижте пояснителната страница за други значения на Родос.
Родос (на гръцки: Ρόδος) е главен град на гръцкия остров Родос, в югоизточно Егейско море, център на ном Додеканези.
Населението на града и околните селища в дем Родос наброява 49 541 жители (според данни от 2011 г.).
Градът е известен още от дълбока древност с прочутия Родоски колос, едно от Седемте чудеса на света.
Крепостта на град Родос, построена от рицарите-хоспиталиери, е един от най-добре съхранените средновековни градове в Европа. През 1988 г. е обявен от ЮНЕСКО за обект от световното природно и културно наследство.
Град Родос е туристическа дестинация.